# Brasão de armas da Coroa de Aragão na heráldica
Estes São Os Brasões De Armas Da Coroa De Aragão
| Brasão real                                      | Brasão real(coroado)                                       |
| Brasão real                                      | Brasão real (coroado)                                      |
| Brasão Real(coroado)                             | Brasão real(lisonja e coroado)                             |
| Barras de Aragão/Brasão real (Brasão em lisonja) | Barras de Aragão/Brasão real (Escudo em lisonja e coroado) |

## Selo deRaimundo Berengário IV
| Brasão representativo do selo de Raimundo Berengário IV de Barcelona. |
| Brasão representativo de Raimundo Berengário IV de Barcelona.         |

## Brasão real ornamentado
| Brasão de armas de Pedro, o Cerimonioso e seus descendentes (séculos XIV-XVI) | Brasão de armas de Aragão e Condes de Barcelona (séculos XVI-XIX) | Escudo Real do azure forrado de gules, llambrequins e uma cruz de prata em Ainsa (séculos XVI-XIX)  | Escudo real, com o Tosão de ouro (séculos XVI-XIX)      |
| Brasão de Armas de Pedro, o Cerimonioso e seus sucessores (Séculos XIV-XVI)   | Escudo real de Aragão e Conde de Barcelona (Séculos XVI-XIX)      | Escudo Real do azure(azul) forrado de gules(vermelho) e uma cruz de argent(prata) (séculos XVI-XIX) | Escudo real da Ordem do Tosão de Ouro (séculos XVI-XIX) |

## Fernando II de Aragão
| Fernando II de Aragão, fins 1492           | Fernando II de Aragão(1492-1504)           | Fernando II de Aragão(1504-1513)           | Fernando II de Aragão(1513-1516)           |
| Escudo de Fernando II de Aragão, 1479-1492 | Escudo de Fernando II de Aragão, 1492-1504 | Escudo de Fernando II de Aragão, 1504-1513 | Escudo de Fernando II de Aragão, 1513-1516 |

| Escudo de Ferran Fernando II de Aragão, 1513-1516 (com suporte)  |
| Escudo de Fernando II de Aragão, 1513-1516 (versão com suportes) |

## Aragão
| Brasão real(coroado)                                                     | Brasão de Aragão (XV-XX)                                    | Brasão de Aragão, variante 1                 | Brasão de Aragão, variante 2                 |
| Brasão Real de Aragão (séculos XII-XIV) Escudo curto (Séc.séculos XV-XX) | Brasão de Aragão (Séculos XV-XX)                            | Brasão de Aragão, variante 1 (séculos XV-XX) | Brasão de Aragão, variante 2 (séculos XV-XX) |
| Brasão de Aragão, variante com as armas da Sicília.                      | Brasão de Aragão(II república)                              |                                              |                                              |
| Brasão de Aragão, variante com as armas da Sicília (século XVII)         | Brasão de Aragão, 1931-1936 e 1938 (II república espanhola) |                                              |                                              |

| Brasão de Aragão, com um anjo no suporte.                  |
| Brasão de Aragão,suportado por um anjo. (séculos XIV-XVII) |

| Emblemas heráldicos do Reino de Aragão com anjos no suporte                 |
| Emblemas heráldicos do Reino de Aragão com anjos no suporte (Séc. XIV-XVII) |

| Brasão oficial de Aragão                 |
| Brasão Oficial de Aragão (Desde de 1984) |

## Catalunha
| Escudo Real(caironat i coronat) | Antic escut de Catalunya i de la ciutat de Barcelona | Senyal reail (coronat)                              | Escut modern de Catalunya   |
| Brasão primitivo da Catalunha   | Antigo brasão da Catalunha e da cidade de Barcelona  | Brasão do Principado da Catalunha (séculos XIV-XIX) | Brasão moderno da Catalunha |

| Coat of Arms of the Province of Barcelona | Escut modern de la ciutat de Barcelona | Diputació de Girona             |
| Brasão do Conselho de Barcelona           | Brasão moderno da Cidade de Barcelona  | Brasão do Conselho de Girona    |
| Escut de Girona                           | Diputació de Lleida                    | Diputació de Tarragona          |
| Brasão do Conselho de Girona              | Brasão do Conselho de Lérida           | Brasão do Conselho de Tarragona |

| Generalitat de Catalunya            |
| Brasão da Generalidade da Catalunha |

## Comunidade Valenciana
| Senyera Reial (caironat i coronat)                       | Consell Preautonòmic del País Valencià                         | Escut del País Valencià   | Escut de València |
| Brasão primitivo de Valência do antigo Reino de Valência | Escudo do Conselho Preautonòmic do País Valenciano (1978-1984) | Escudo do País Valenciano | Escudo d Valência |

## Ilhas Baleares
|                                                     |                                                                                                 |                           |
| Brasão e Armas dos Reis de Maiorca C.1276-Séc. XVII | Brasão e Armas dos Reis de Maiorca (século XIV) Desenho mostrado no Livro do armeiro mor (1509) | Brasão das Ilhas Baleares |

## AntigoReino da Sicília
|                            |
| Escudo do Reino da Sicília |

## Timbre
|             |                                   |         |
| Timbre Real | Timbre Real procedente de Maiorca | Morcego |